# غادسباي (ألبرتا)
غادسباي (بالإنجليزية: Gadsby, Alberta)‏ هي قرية تقع في كندا في ألبرتا. يقدر عدد سكانها بـ 25 نسمة ومساحتها 0.82 كم2 .

## أعلام
- باربرا كينت